# Дина бинт Абдул-Хамид
Шарифа Дина бинт Абдул-Хамид (араб. دينا بنت عبد الحميد‎; 15 декабря 1929, Каир, Египет — 21 августа 2019) — королева Иордании (Королева Дина), первая жена короля Хусейна. Мать его старшего ребёнка, принцессы Алии. Она была женой короля с 1955 по 1957 год, а в 1970 году вышла замуж за высокопоставленного чиновника Организации освобождения Палестины (ООП). Выпускница Кембриджского университета, преподавала английскую литературу в Каирском университете.

## Биография

### Ранние годы и образование
Принцесса Дина родилась в Каире (Королевство Египет), в семье шерифа Абдул-Хамида ибн Мухаммада Абдулазиза аль-Ауна (1898—1955) и его жены Фахрии Брав. Как член дома Хашимитов она имела право носить почётный титул шарифы Мекки. По материнской линии Дина была связана с черкесской элитой Египта.
Как и многие дети арабской знати, Дина училась в школе-интернате в Великобритании. Там она получила степень по английской литературе в Гиртон-колледже, относящемся к Кембриджскому университету, и диплом аспиранта в области социальных наук в лондонском Бедфорд-колледже.
После своего возвращения домой она начала преподавать английскую литературу и философию в университете Каира, проживая в каирском богатом пригороде Маади с родителями. Дина имела репутацию молодой, образованной, современной женщины, уважаемой и любимой в своём окружении.

### Королева Иордании
Шарифа Дина впервые встретилась с королём Хусейном в Лондоне в 1952 году, где они оба учились, в доме родственника из Ирака. Король тогда занимался в школе Хэрроу, а Дина — в кембриджском Гиртон-колледже. Позднее король посетил её в Маади.
В 1954 году, через два года после восшествия сына на престол, королева Зейн, которая имела значительное влияние в начале правления Хусейна, объявила о помолвке короля и Дины. Дина считалась идеальной кандидатурой, так как она была хашимитской принцессой, получившей прекрасное западное образование. Этот союз также решительно поддерживал Гамаль Абдель Насер, будущий президент Египта. Хусейн и Дина поженились 18 апреля 1955 года. Невесте было 26, а жениху — 19 лет  .
После заключения брака она стала королевой Иордании. По словам Исиса Фахми, бравшего интервью у Дины в присутствии её мужа в день их свадьбы, Хусейн решительно заявил, что она не будет играть никакой политической роли. Фахми отмечал, что Хусейн намеревался подчинить себе Дину, которая была сильной личностью, и что мать короля воспринимала её как угрозу для своего собственного статуса.
Вскоре стало очевидно, что король и королева имеют мало общего. 13 февраля 1956 года у пары родился первенец, принцесса Алия, но появление ребёнка не помогло спасти королевский брак.

### Принцесса Иордании
В 1956 году, в то время как королева была на отдыхе в Египте, король Хусейн сообщил ей о своём намерении развестись. Хусейн, скорее всего, сделал это по наущению своей матери, королевы Зейн, с которой Дина была в плохих отношениях. Пара развелась 24 июня 1957 года, в период напряжённости в отношениях между Иорданией и Египтом. С этого времени она стала известна как её королевское высочество принцесса Иордании Дина Абдул-Хамид. Бывшей королеве не позволяли видеться с дочерью в течение некоторого времени после развода.
7 октября 1970 принцесса Дина вышла замуж за подполковника Асада Сулеймана Абд аль-Кадира (родился 27 октября 1942 года в Вифлееме, псевдоним — Салах Таамари), палестинского диверсанта, ставшего высокопоставленным чиновником в Организации освобождения Палестины. Он был арестован израильтянами в 1982 году. Год спустя принцесса Дина участвовала в договоре об обмене пленными, в результате которого был освобождён её муж и ещё 8000 заключённых.

## Почётные должности
- Почетный президент Ассоциации мусульманских женщин Соединенного Королевства.

## Известные публикации
- Duet for Freedom, Quartet Books, 268 pages, (1988). ISBN 0-7043-2677-9

## Награды
- Дама Большой звезды (специального класса) ордена Возрождения (Королевство Иордания, 19 апреля 1955 года)[14].
- Дама Большого креста ордена Гражданских заслуг (Испания, 3 июня 1955 года)[14][15].